# Ký ức mong manh
Ký ức mong manh là một bộ phim truyền hình được thực hiện bởi Đài Truyền hình Thành phố Hồ Chí Minh cùng Công ty cổ phần truyền thông đa phương tiện Lasta do NSƯT Đặng Lưu Việt Bảo làm đạo diễn. Phim phát sóng vào lúc 20h45 từ thứ 5 đến Chủ Nhật hàng tuần bắt đầu từ ngày 25 tháng 9 năm 2009 và kết thúc vào ngày 31 tháng 10 năm 2009 trên kênh HTV7.

## Nội dung
Ký ức mong manh xoay quanh cuộc chạy theo danh vọng của Sáu Lư (Huỳnh Anh Tuấn) – một con người tham vọng và đầy thủ đoạn. Sáu Lư gạt người và rồi lại bị người gạt. Để rồi đến cuối cùng, Sáu Lư phải trả giá bằng cả cuộc đời mình.

## Diễn viên
- Trí Quang trong vai Phan
- Thanh Ngọc trong vai Thư
- Kim Hiền trong vai Hằng
- Kha Ly trong vai Tuyết
- Minh Béo trong vai Hải "dớ"
- Huỳnh Anh Tuấn trong vai Sáu Lư
- Cao Minh Đạt trong vai Thụ
- Ngọc Lan trong vai Xuyến
- Thanh Thúy trong vai Vân
- Trung Dân trong vai Khang
- Mai Phượng trong vai Loan
- Tấn Hưng trong vai Lý
- Diễm Kiều trong vai Má Vân
- Kinh Quốc trong vai Quốc
- Đinh Y Nhung trong vai Khuê
- Nguyễn Sanh trong vai Ba Khuê
- Kiều Trinh trong vai Xao
- Quách Khoa Nam trong vai Khái
- Thanh Hoàng trong vai Đức
- Hà Trí Quang trong vai Quý
- Công Ninh trong vai Chủ nhiệm khoa

Cùng một số diễn viên khác....

## Giải thưởng
| Năm  | Giải thưởng   | Hạng mục                 | (Người) đề cử | Kết quả   | Tham khảo   |
| ---- | ------------- | ------------------------ | ------------- | --------- | ----------- |
| 2009 | Giải Mai Vàng | Nữ diễn viên truyền hình | Thanh Ngọc    | Đoạt giải | [ 7 ] [ 8 ] |